# 漢字注音外語學習法
漢字注音外語學習法，是使用漢字標注或轉寫外語之發音，以方便記憶的外語速成學習方法。由於漢語與該等外語之發音方式不盡相同，容易養成錯誤的發音習慣，故一般視為非正規的外語學習方式。

## 英語例
- Good afternoon.（午安）：古的阿夫特努。
- Welcome to our store.（歡迎光臨）：維爾抗姆突奧窩斯道。[2]

## 日語例
- おはようございます（早安）：歐嗨唷 勾栽依媽酥
- こんにちは（你好、日安）：摳尼吉哇[3]